# Бабамуста, Дритан
Дритан Бабамуста (алб. Dritan Babamusta, род. 6 сентября 1981, Дуррес) — албанский футболист, полузащитник.

## Клубная карьера
Дритан Бабамуста начал свою карьеру с местного футбольного клуба «Теута». Он сыграл 8 лет и летом 2005 года перешел в Динамо Тирана.В августе 2005 года, неожиданно для албанских СМИ был отпущен из Динамо Тирана. Затем в 2006 году он переходит в Партизани.Сыграв 3 года он переходит в футбольный клуб Беса. Там он выигрывает Кубок Албании в 2010 году. Он объявляет о завершении карьеры в 2012 году.

## Карьера в сборной
Он сыграл 7 матчей за молодежную сборную Албании. В марте 2002 года сыграл единственный свой матч за национальную сборную Албании — против Мексики.

## Достижения
«Теута»
Кубок Албании (2): 2000, 2005
«Беса»
Кубок Албании (1): 2010